# Elizebeth Smith Friedman
Elizebeth Smith Friedman (26 de agosto de 1892 - 31 de outubro de 1980) foi uma criptoanalista e autora especialista americana. Ela foi chamada de "a primeira criptoanalista feminina da América".

## Vida
Friedman nasceu em Huntington, Indiana, filha de John Marion Smith, um leiteiro quacre, banqueiro e político, e Sopha Smith (nascida Strock). Friedman era a caçula de nove filhos sobreviventes (um décimo faleceu na infância) e foi criada em uma fazenda.
Na Segunda Guerra Mundial, Friedman trabalhou na equipa que desvendou o código ROXO japonês, usado para comunicação diplomática de alto nível. Ela também trabalhou na descodificação de outros códigos japoneses, incluindo o JN-25 usado pela marinha japonesa. O trabalho de Friedman foi fundamental para o sucesso dos militares dos EUA no teatro de guerra do Pacífico.